# Баєвський Артур Матвійович
Артур Матвійович Баєвський (справжнє ім'я — Абрам Мойсейович Баєвський; 3 травня 1892, Мелітополь, Таврійська губернія — 1971, Москва) — радянський розвідник, діяч кінематографа.

## Біографія
Абрам Мойсейович (Абрам-Евель Мовшович) Баєвський народився в Мелітополі, у сім'ї працівника і згодом власника друкарні у Валуйках. Закінчив чотирикласне міське училище, у 1911—1914 роках навчався по класу вокалу в приватному музичному училищі в Катеринославі.
З 1914 служив рядовим 150-го Таманського полку 38-ї піхотної дивізії, брав участь у бойових діях, в серпні того ж року потрапив у полон на австро-угорському фронті в Галичині. Чотири роки, перебуваючи у лагері для війсьвополонених в Угорщині, досконало вивчив німецьку і угорську мови, що згодилося йому в подальшій діяльності. Після звільнення з полону 1918 року оселився у Валуйках, де 1919 року працював діловодом Валуйського повітового відділу охорони здоров'я. У 1919—1920 роках — уповноважений в управлінні постачання 8-ї армії на Кавказькому фронті, потім начальник гарнізону в Грозному; член РКП (б) з березня 1920.
Після закінчення  Громадянської війни працював у військовій цензурі Польового штабу Реввійськради республіки в  Москві, Сімферополі і Ростові, з серпня 1921 — цензор-контролер ІНФО ВЧК. Від січня 1922 до липня 1924 — комерційний директор кіностудії «Держкіно», з липня 1924 по лютий 1925 — член правління кіностудії «Межрабпомфільм», з лютого 1925 по вересень 1926 — головний інспектор акціонерного товариства «Пролеткіно». Одночасно навчався на літературному факультеті 1-го Московського державного університету.
З жовтня 1926 — уповноважений 8-го (німецького) відділення КРО ОГПУ, пізніше перейшов до ІНО. Від грудня 1930 року — співробітник ІНО ОГПУ, в 1931—1933 роках — під прикриттям співробітника повпредства працював у резидентурі ІНО в Берліні, у 1933—1934 роках — референт НКВД і співробітник центрального апарату ІНО. У 1934—1937 роках — під прикриттям секретаря відділу торгпредства СРСР у Швеції працював резидентом ІНО в Стокгольмі (псевдонім «Гаїб»); в 1937—1938 роках — референт НКВД і співробітник 7-го відділу ГУГБ НКВС. Звільнений з НКВС у 1938 році.
1938 року — завідувач акторським бюро кіностудії «Мосфільм», в 1938—1940 роках — помічник реквізитора, в 1940—1941 роках — змінний диспетчер «Мосфільму».
На початку Німецько-радянської війни призваний на фронт. У 1941—1942 роках — перекладач стрілецького полку на Західному фронті. У вересні листопаді 1942 року — заступник начальника відділу кадрів Центральної об'єднаної кіностудії (Алма-Ата), у грудні 1942 — жовтні 1943 — помічник начальника спеціального цеху науково-дослідного інституту фотокіноматеріалів. З січня 1944 року — знову диспетчер на кіностудії «Мосфільм».
У 1944—1950 роках — заступник начальника відділу матеріально-технічного постачання «Союзекспортстроя», начальник сектора оформлення бюро поширення типових проектів «Союзекспортстроя».

## Нагороди
В Центральний музей Великої Вітчизняної війни зберігається іменний маузер Артура Баєвського, яким його нагородили на початку 1930-х років. До пістолета пркріплена срібна табличка, на якій вигравируваний напис: «За безпощадну боротьбу з контрреволюцією».

## Сім'я
- Дружина — Валентина Юліївна Баєвська, друкарка в редакції журналу «Огонек».
- Син — льотчик-випробувач Георгій Баєвський, Герой Радянського Союзу.